# Iłowa
Iłowa [iˈwɔva], tyska: Halbau, högsorbiska: Jiłwa, är en stad i västra Polen, tillhörande distriktet Powiat żagański i Lubusz vojvodskap. Tätorten hade 4 006 invånare år 2014, och utgör centralort i en stads- och landskommun med sammanlagt 7 042 invånare.

## Geografi
Staden ligger omkring 130 kilometer nordväst om Wrocław i det historiska landskapet Oberlausitz, på det schlesisk-lausitzska låglandet. Genom staden rinner floden Czerna Mała, en biflod till Bóbr.

## Historia
År 1356 förlänade kejsaren Karl IV byn till bröderna von Kottwitz, och den förblev i deras ägo fram till 1567. År 1440 förstördes en borg i orten av staden Görlitz styrkor, då borgen varit ett fäste för plundrande rovriddare. Större delen av orten låg i Oberlausitz och tillföll därmed kurfurstendömet Sachsen 1635 efter att tidigare tillhört kungariket Böhmen.
Halbes järnhytta omnämns första gången 1459 och tillhörde hertigdömet Żagań. År 1668 uppfördes en gränskyrka för schlesiska protestanter i Halbe. Orten erhöll stadsrättigheter 1679 av kurfursten Johan Georg II av Sachsen. Till stadens slott hörde även många av de omgivande byarna.
Genom Wienkongressen 1815 tillföll staden kungadömet Preussen och inordnades i Kreis Sagan i provinsen Niederschlesien, efter 1932 i Landkreis Sprottau. 
Staden förlorade sina stadsrättigheter 1830 och blev därefter en köping. I Halbau fanns glastillverkning och textilfabriker under 1800-talet. I omgivningen fanns myrmalm som bearbetades i mindre järnhyttor i trakten. Här låg även Zeipauer Dachsteinwerke.
Efter andra världskriget tillföll orten Folkrepubliken Polen enligt Potsdamöverenskommelsen 1945, och döptes av de polska myndigheterna till Iłowa. 1957 klassades den som stadsliknande tätort och 1962 återfick Iłowa sina stadsrättigheter.

## Kända invånare
- Friedrich Boser (1809–1881), tysk genre- och porträttmålare.